# Saragossas öppning
Den här artikeln använder algebraisk schacknotation för att beskriva schackdragen.
Saragossas öppning, även kallad Hempels öppning, är en mycket ovanlig schacköppning som definieras av draget:
1. c3